# محمد عبدالحمید
محمد عبدالحمید (زاده ۱ ژوئن ۱۹۴۴) رئیس‌جمهور فعلی بنگلادش که به عنوان بیستمین رئیس‌جمهوری تاریخ بنگلادش است. وی تا قبل از ریاست جمهوری، رئیس پارلمان بنگلادش بود.
عبد عبدالحمید ۶۹ ساله از اعضای سرسخت حزب حاکم عوامی لیگ بنگلادش است که پس از مرگ زیلور رحمان، رئیس‌جمهور سابق بنگلادش که به دلیل عوارض کهولت سن، در بیستم ماه مارس ۲۰۱۳، در سن ۸۴ سالگی در گذشت، کفالت ریاست جمهوری را برعهده گرفت. عبدالحمید در حالی به عنوان رئیس جمهور جدید انتخاب شده است که نامزد دیگری برای انتخابات ثبت نام نکرده بود.